# Trybunał inkwizycji w Modenie
Trybunał inkwizycji w Modenie – sąd inkwizycyjny, mający swą siedzibę w Modenie, stolicy księstwa Este. Istniał w latach 1550–1563 i ponownie 1598–1785, był kierowany przez dominikanów i należał do struktur inkwizycji rzymskiej.

## Historia

### Wikariat trybunału w Ferrarze (do 1550)
Obecność inkwizycji w Modenie poświadczona jest od 1292, jednak niemal do końca XVI wieku nie była ona siedzibą samodzielnego trybunału inkwizycyjnego, lecz wikariatu podległego trybunałowi w Ferrarze, stolicy księstwa Este, do którego należała także Modena. W latach 1517–1523 dominikańscy wikariusze inkwizycyjni w Modenie (m.in. Bartolomeo da Spina, późniejszy Mistrz Świętego Pałacu w Rzymie) przeprowadzili ponad dwadzieścia dochodzeń w sprawie osób podejrzanych o czary, aczkolwiek obchodzili się z nimi dość łagodnie.
W latach 1529–1550 biskupem Modeny był Giovanni Girolamo Morone, od 1542 kardynał. Podjął on wysiłki mające na celu przeciwdziałaniu przenikaniu wpływów reformacji do jego diecezji, jednak już wkrótce on sam znalazł się w kręgu podejrzeń o herezję. Takie same podejrzenia dotknęły także kolejnego biskupa Modeny, Egidio Foscarariego (1550–1564). Utworzona w 1542 przez papieża Pawła III Kongregacja Świętego Oficjum wszczęła dochodzenie w sprawie poglądów obu hierarchów. Dochodzenie to, zasadniczo prowadzone w Rzymie, objęło także Modenę, gdzie w latach 1552–1553 przebywało dwóch komisarzy Kongregacji, biskup Casale Monferrato Francesco da Michalis oraz dominikanin Girolamo Papini da Lodi, inkwizytor Ferrary.

### Pierwsza samodzielność (1550–1563)
W międzyczasie inkwizycja w Modenie uzyskała na kilkanaście lat autonomię. Prawdopodobnie w wyniku sporów o obsadę trybunału w Ferrarze między dworem książęcym a władzami zakonu dominikanów w latach 1547–1548, rozstrzygniętego w 1548 przez papieża Pawła III na korzyść kandydata książęcego, w 1550 doszło do ustanowienia odrębnego trybunału dla diecezji Modeny, na czele którego stanął Paolo Stanesi della Mirandola, który był kandydatem władz zakonnych. Sprawował on urząd inkwizytora Modeny do 1552. Jego następcami byli Angelo Valentini OP (1552–1560) i Domenico da Imola OP (1560–1563).

### Wikariat trybunału w Ferrarze (1563–1598)
W 1563 papież Pius IV zniósł autonomię Modeny i przywrócił nad nią jurysdykcję inkwizytorów Ferrary, a rok później przyznał inkwizytorom Ferrary władzę nad całym terytorium księstwa Este, w tym nad Modeną, Reggio i Comacchio. Modena znów stała się wikariatem trybunału w Ferrarze.
Po śmierci Foscarariego w 1564 biskupem Modeny ponownie został kardynał Morone, który w międzyczasie zdołał oczyścić się z podejrzeń o herezję. Za jego ponownego pontyfikatu w Modenie miało miejsce największe nasilenie represji wobec sympatyków reformacji (1564–1571). W lutym 1567 stracony został Marco Magnavacca, bolończyk, jeden z liderów ruchu reformacyjnego w Modenie.

### Samodzielny trybunał (1598–1785)
Wikariat inkwizycyjny w Modenie został podniesiony do rangi samodzielnego trybunału inkwizycyjnego na mocy dekretu Kongregacji Świętego Oficjum z 14 marca 1598. Było to następstwem aneksji Ferrary, dotychczasowej stolicy księstwa Este, przez Państwo Kościelne i w konsekwencji przeniesienia stolicy księstwa do Modeny. Kongregacja Świętego Oficjum uznała wówczas, że te okręgi, które dotychczas podlegały trybunałowi z Ferrary, a pozostały pod władzą dynastii Este (Modena, Reggio), powinny otrzymać własnych inkwizytorów. Cezar d’Este, książę Modeny, poparł tę decyzję, zarazem jednak próbował przy tej okazji doprowadzić do zwiększenia swego wpływu na działalność inkwizycji i do narzucania mianowanym przez Rzym inkwizytorom asysty własnych urzędników, na wzór Republiki Weneckiej. Te plany księcia nie zostały jednak zrealizowane.
Nowy trybunał bardzo szybko zajął się prześladowaniem ortodoksyjnych żydów w Modenie. Wyznawcy judaizmu, jako ludzie nieochrzczeni, byli co do zasady wyłączeni spod jurysdykcji inkwizycji, jednak inkwizytor Arcangelo Calbetti (1600–1607) sformułował zarzuty pozwalające na ominięcie tego immunitetu. Zarzucił miejscowym żydom nielegalne wznoszenie synagog, posiadanie ksiąg znajdujących się na Indeksie ksiąg zakazanych, odciąganie innych żydów od przyjęcia chrztu i nielegalne kontakty z chrześcijanami. Zapadły bardzo surowe wyroki (wygnania, galery, więzienie), które jednak rychło zamieniono na kary pieniężne. Wskazuje to, że prześladowania żydów mogły mieć podłoże ekonomiczne, gdyż trybunał modeński należał do słabo uposażonych i nie mógł liczyć na istotne wsparcie finansowe od księcia, a grzywny nakładane na żydów przeznaczone zostały na sfinansowanie budowy siedziby trybunału. Nadużycia inkwizycji wobec żydów były przedmiotem licznych skarg do Stolicy Apostolskiej. Ostatecznie w 1638 w Modenie utworzono getto, co znacznie ograniczyło możliwość wytaczania żydom procesów przez inkwizycję.
W przeciwieństwie do niektórych innych włoskich trybunałów, inkwizycja w Modenie pozostawała bardzo aktywna jeszcze w wieku XVIII. W 1727 doszło do stracenia niejakiego Vincenzo Pelliciariego za nieortodoksyjne poglądy na temat Dziewicy Maryi. O zastosowaniu wobec niego kary śmierci zadecydował osobiście papież Benedykt XIII wbrew opinii Kongregacji Świętego Oficjum, rekomendującej skazanie na galery. Pellicciari jest jak dotąd ostatnim znanym heretykiem straconym z wyroku inkwizycji rzymskiej.
Zniesienie inkwizycji w Modenie nastąpiło za panowanie księcia Ercole III d’Este (panował 1780–1796). Władca ten najpierw zniósł trybunał w Reggio (1780), a następnie odebrał inkwizytorom Modeny uprawnienia w zakresie cenzury publikacji (1783). 6 września 1785 zmarł inkwizytor Modeny Giuseppe Maria Orlandi i jeszcze tego samego dnia książę rozwiązał trybunał w Modenie i tym samym ostatecznie zniósł inkwizycję w swym księstwie.

## Organizacja
Na czele trybunału stał dominikański inkwizytor wywodzący się z lombardzkiej prowincji zakonnej. Rezydował on w konwencie S. Domenico w Modenie. Jurysdykcji inkwizycji modeńskiej podlegały diecezja Modeny, opactwo terytorialne Nonantola, prepozytura Carpi oraz okręg Garfagnana, który pod względem kościelnym był podzielony między diecezje Lukki i Sarzany. Inkwizytor miał jednego zastępcę w randze wikariusza generalnego, a oprócz tego podlegało mu 43 wikariuszy rejonowych, reprezentujących go na prowincji. 
Poniżej lista wikariatów rejonowych podległych inkwizytorowi Modeny:
- W diecezji Modeny – 27 wikariatów: 
  - Finale Emilia,
  - Buonporto,
  - S. Cesareo,
  - Cittanova,
  - Coscogno ,
  - S. Felice,
  - Fiumalbo,
  - Formiggine,
  - Frassinoro,
  - Guiglia,
  - Maserno,
  - Monchio,
  - Montegibbio,
  - Montale,
  - Pazzano,
  - Pelago,
  - Polinago,
  - Renno,
  - Rubbiano,
  - Semelano,
  - Spilamberto,
  - Soliera,
  - Sorbara,
  - Torre in Spezzano,
  - Veriga,
  - Vesale,
  - Vignola,
- Na terytorium opactwa Nonantola – 11 wikariatów: 
  - Nonantola,
  - Camposanto,
  - Camurana,
  - Castelvetro,
  - Cavezzo,
  - Crevalcore,
  - Fanano,
  - Panzano,
  - S. Pietro in Edda,
  - S. Prospero,
  - Sestola
- W prepozyturze Carpi 2 wikariaty: 
  - Carpi,
  - Trebbia,
- W okręgu Garfagnana – 3 wikariaty:
  - Castelnuovo di Garfagnana (diecezja Lukki)
  - Silice (diecezja Lukki)
  - Verrucole (diecezja Sarzana)

## Archiwum i dane statystyczne
Archiwum trybunału w Modenie, przechowywane obecnie w Archivio di Stato w Modenie, to jedno z najlepiej zachowanych archiwów inkwizycyjnych we Włoszech. Zawiera ono 303 tomy dokumentów, w tym 277 dotyczących inkwizycji w Modenie (także z okresu, gdy była ona wikariatem inkwizycji z Ferrary), 24 tomy dotyczące inkwizycji z Reggio Emilia i dwa tomy zawierające dokumentację dotyczącą obu trybunałów. Zasoby dotyczące Modeny obejmują m.in. 235 tomów dokumentacji procesowej z lat 1489–1785 (w tym jeden zawierający także akta trybunału z Reggio Emilia), 8 tomów dotyczących żydów (ramy chronologiczne podzbioru: 1599–1670) i kilkanaście tomów korespondencji. Ponadto w oddzielnym zbiorze w Archivio di Stato w Modenie przechowywany jest jeden tom dokumentacji procesowej modeńskiego wikariatu inkwizycyjnego z lat 1329–1382.
W wyniku inwentaryzacji materiałów procesowych sporządzono katalog osób oskarżonych przed trybunałem inkwizycji w Modenie. Obejmuje on 430 podejrzanych od końca XV do końca XVI wieku, 3630 w XVII wieku i 1545 w wieku XVIII, a więc łącznie 5605 podejrzanych. Wiadomo jednak, że inwentarz ten nie jest wyczerpujący, gdyż nie zawsze uwzględnia wszystkich podejrzanych występujących w ramach poszczególnych postępowań. Szczegółowa analiza akt procesowych z XVIII wieku wykazała, że w latach 1701–1785 inkwizycja w Modenie wytoczyła procesy przeciwko aż 3534 osobom (o 130% więcej, niż wynika z inwentarza archiwalnego). Tylko w 483 przypadkach (12%) doszło do procesów formalnych, a 1028 osób (29%) objęto postępowaniem skróconym, podczas gdy pozostałych 2078 (59%) ostatecznie nie postawiono w stan oskarżenia. Jedynie 136 podejrzanych zostało aresztowanych na czas procesu. Brak jednak równie szczegółowych badań dla wcześniejszych stuleci. Liczby te (zwłaszcza w najwcześniejszym okresie) w niewielkiej części obejmują także procesy prowadzone przez inne trybunały inkwizycyjne (boloński, mantuański), których dokumentacja (lub jej kopie) z różnych względów trafiły do archiwum modeńskiego.
Do powyższych liczb można dodać jeszcze 393 procesy przeciwko praktykującym żydom z lat 1599–1670, które były rejestrowane w oddzielnym zbiorze dokumentacji.
Inkwizycja w Modenie skazała na śmierć prawdopodobnie tylko dwie osoby: Marco Magnavaccę w 1567 i Vincenzo Pellicciariego w 1727.

## Lista inkwizytorów

### 1550–1563
- Paolo Stanesi della Mirandola OP (1550–1552)
- Angelo Valentini da Modena OP (1552–1560)
- Domenico da Imola OP (1560–1563)

### 1598–1785
- Giovanni Ghermignani da Montefalcone OP (1598–1599)
- Angelo Brizio da Cesena OP (1599–1600)
- Arcangelo Calbetti OP (1600–1607)
- Serafino Borra da Brescia OP (1607–1608)
- Michelangelo Lerri da Forlì OP (1608–1616)
- Massimo Guazzoni da Bozzolo OP (1616–1618)
- Tommaso Novati da Taggia OP (1618–1619)
- Giovanni Vincenzo Reghezza OP (1619–1626)
- Giacomo Tinti da Lodi OP (1626–1647)
- Pietro Maria Zanardi OP (1647–1654)
- Lodovico Pezzani OP (1654–1656)
- Serafino Bonamelli da Mantova OP (1656–1662)
- Giacinto Maria Granara da Genova OP (1662–1664)
- Giovanni Tommaso Visconti da Parma OP (1664–1672)
- Ippolito Maria Martinelli da Sestola OP (1672–1692)
- Alessandro Maria Arresti da Bologna OP (1692–1697)
- Vincenzo Maria Ferrero da Nizza OP (1697–1701)
- Giuseppe Maria Berti da Dulcedo OP (1701–1705)
- Giovanni Crisostomo Ferrari da Sarzana OP (1705–1708)
- Ermete Giacinto Visconti da Milano OP (1708–1711)
- Giacomo Zucchini da Faenza OP (1711–1712)
- Giovanni Filippo Monti da Fermo OP (1712–1720)
- Gioacchino Maria Mazzani OP (1720–1721)
- Pio Silvestri da Milano OP (1721–1725)
- Giovanni Domenico Liboni da Ferrara OP (1725–1726)
- Antonino Pozzoli da Lodi OP (1726–1728)
- Giacinto Maria Ascensi da San Romolo OP (1728–1733)
- Vincenzo Martini OP (1733–1737)
- Giacinto Maria Longhi OP (1737–1739)
- Girolamo Giacinto Maria Medolago da Bergamo OP (1739–1744)
- Marcolino Squarcioni OP (1744–1753)
- Filippo Boccadoro OP (1753–1762)
- Carlo Giacinto Angeli da Trento OP (1762–1765)
- Raimondo Migliavacca OP (1765–1779)
- Giuseppe Maria Orlandi OP (1779–1785)